# Immanuel Friedlaender

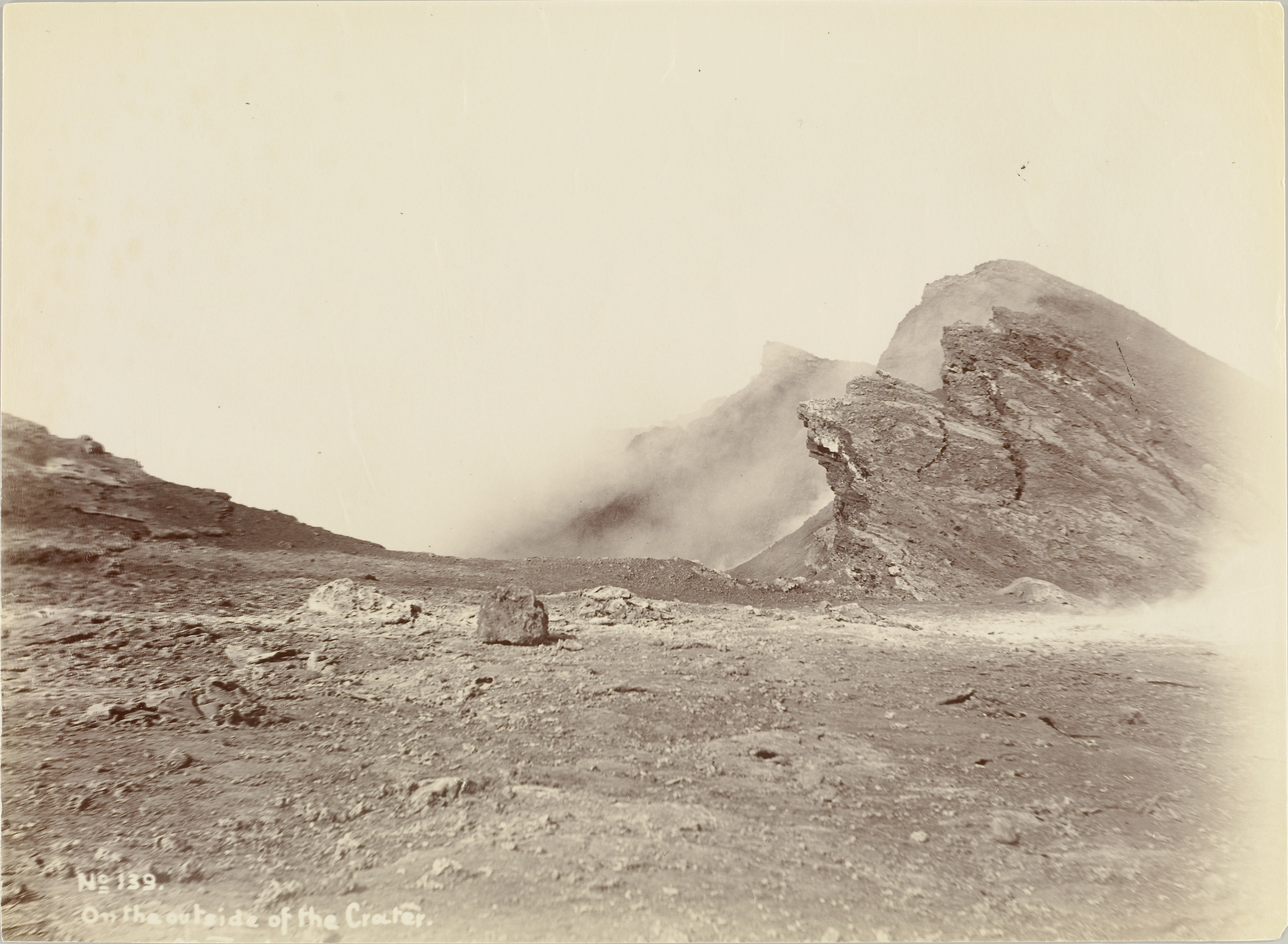
Cratera do Matavanu, Samoa (fotografia de Friedlaender, 1907).

Gottfried Immanuel Friedlaender (Berlim, 9 de Fevereiro de 1871 — Zurique, 3 de janeiro de 1948), com o nome por vezes grafado I. Friedländer, foi um vulcanólogo alemão que se distinguiu no estudo do Vesúvio. Foi editor do Zeitschrift für Vulkanologie (1914–1936), uma publicação pioneira no campo de vulcanologia.

## Biografia
Nasceu em Berlim no seio de uma família da ascendência judia, filho do economista e professor Dr. Carl Jacob Friedlaender (1817-1876), professor de Economia Nacional (Nationalökonomie) em Berlim, e neto de Nathan Friedlaender (1776–1830), médico e docente universitário. Um de seus irmãos foi o naturalista e sexólogo Benedict Friedlaender, com quem, quando jovem, viajou pelo Hawaii e sueste da Ásia. Casou em 1901, na cidade de Viena, com Hertha Sabine Meyer (1876-1958), uma das irmãs mais novas do físico Stefan Julius Meyer (assistente de Ludwig Boltzmann e pioneiro do estudo da radioactividade) e do químico Hans Leopold Meyer (membro da Academia Leopoldina, morto no Campo de Concentração de Theresienstadt em 1942). O casal teve quatro filhos, entre os quais o geólogo Carl Gotthelf Immanuel Friedlaender (1905–1991), professor na ETH Zürich e na Dalhousie University de Halifax (Canadá). Em 1922, Friedländer adquiriu a cidadania suíça.
Após ter completado os estudos secundários em Berlim frequentou a Universidade de Berlim e a Universidade de Kiel, mas não se conhece registo do seu exame final, em parte por falta de documentos. Inscreveu-se no Eidgenössisches Polytechnikum Zürich, hoje a ETH Zürich, onde passou dois semestres, de outubro de 1892 a julho de 1893, no departamento que preparava professores para as disciplinas de ciências naturais. Neste período participou em palestras e excursões organizadas pela Universidade de Zurique, particularmente as referentes a temas de geologia e vulcanologia, com destaque para as excursões lideradas pelo geólogo e professor Albert Heim (1849–1937).
Uma viagem às regiões vulcânicas do Sudeste Asiático e do Hawaii, realizada em 1893 na companhia do seu irmão Benedict Friedlaender, cinco anos mais velho, terá desencadeado o interesse científico posterior de Immanuel Friedlaender pela vulcanologia. Nessa viagem já era patente a sua paixão particular por documentar as experiências em extensas coleções de fotografias e a colecta de amostras de rochas.
Também com o irmão Benedict Friedlaender, realizou em 1896 algumas tentativa inovadoras de medir a intensidade do campo gravítico e do campo magnético da Terra, para determinar a intensidade e causas dos referenciais de inércia, utilizando uma roda pesada em alta rotação junto a uma balança de torsão. Em resultado dessa investigação, publicou em co-autoria com o irmão, a obra intitulada Absolute oder relative Bewegung (Movimento absoluto ou relativo) na qual discute o princípio de Mach no contexto da Física Clássica e onde, ao analisarem o efeito da rotação de uma massa como uma extensão da teoria da gravidade de Newton, foram precursores do tratamento do efeito Lense-Thirring da teoria geral da relatividade. Esta experiência também inspirou August Föppl na realização de um teste em 1904, no qual o efeito da rotação da Terra sobre um giroscópio em rotação rápida foi examinado (sem nenhum efeito detectável dentro da precisão das medição disponíveis ao tempo).
Em 1902, logo após o seu casamento, fixou-se em Nápoles, onde adquiriu uma propriedade na colina de Vomero, nos arredores de Nápoles, voltada para o Vesúvio, onde construiu a «Villa Hertha» (assim designada em homenagem à esposa) e na qual instalaria o observatório vulcanológico que fundou e manteve em atividade até 1932, centrado no estudo do Vesúvio e da sua história eruptiva.
O interesse pela fundação de um observatório vulcanológico e sismológico em Nápoles já estava bem patente em 1910, quando no Congresso Geológico Internacional, realizado naquele ano em Estocolmo, Friedlaender sugeriu o estabelecimento de um instituto vulcânico internacional em Nápoles, proposta que recebeu inúmeras respostas positivas. A boa aceitação da proposta levou a que publicasse um apelo correspondente em 1911. Anexada à chamada estava uma lista de assinaturas, subscrita por vários cientistas.
Com o Zeitschrift für Vulkanologie, a Revista de Vulcanologia, lançada em 1914, Friedlaender criou a primeira revista especializada em vulcanologia, a qual serviria como porta-voz do futuro instituto. O Zeitschrift für Vulkanologie, de que Friedlaender foi o editor  (com Hans Reck), manteve-se em publicação no período 1914-1936, tendo sido uma publicação pioneira no campo de vulcanologia e da sismologia.
No entanto, um dos primeiros anúncios feitos na nova revista foi negativo: como as contribuições financeiras efetivamente comprometidas para construir e operar o instituto acabaram por ser significativamente menores do que o esperado, Friedlaender anunciou em artigo publicado logo em 1914 que iria abandonar o projeto público. Em vez disso, resolveu criar um instituto privado, o Vulkaninstitut Immanuel Friedlaender. As obras na sua propriedade de Vomero foram concluídas em 1914 e os laboratórios começaram a ser equipados nesse mesmo ano. A principal tarefa do instituto consistia na investigação permanente e sistemática das atividades vulcânicas no Golfo de Nápoles, bem como no registo e estudo dos sismos que ocorriam na região do Vesúvio.
Por esta razão uma estação sismológica foi colocada em operação, dotada de um sismógrafo pioneiro na região. Outras instalações do Vulkaninstitut Immanuel Friedlaender, na sua maioria administradas por particulares, eram uma biblioteca e uma extensa coleção de rochas vulcânicas.
Durante a Primeira Guerra Mundial foi obrigado a retirar-se para a Suíça, sendo Instituto colocado sob administração governamental por ser propriedade de um cidadão inimigo. A situação de sequestro prolongou-se por muitos anos, ultrapassando mesmo a data de assinatura do Tratado de Versalhes, o tratado de paz que pôs termo à guerra. Quando devolvido, num processo medeado pelas autoridades suíças, o Instituto foi registado em nome de uma fundação, criada por Friedlaender, com sede em Schaffhausen, na Suíça.
Realizou múltiplas viagens de exploração às regiões vulcânicas, nas quais recolheu amostras de rochas e de minerais e produziu milhares de fotografias. Em 1924 visitou detalhadamente os Açores, juntando uma grande coleção fotográfica que se encontra na biblioteca do ETH-Zürich. Manteve correspondência com geólogos e naturalistas de todo o mundo.
Devido aos seus extraordinários serviços à vulcanologia internacional, a Faculdade de Filosofia da Rheinische Friedrich-Wilhelms-Universität zu Bonn (Universidade de Bona) concedeu-lhe a dignidade e os direitos de doutor honorário em filosofia por ocasião de seu 50.º aniversário em 1921. O requerimento assinado por Gustav Steinmann (1856–1929), entre outros, justifica a atribuição do grau de doutor honoris causa pelas contribuições feitas por Friedlaender nos campos da geologia, mineralogia e geografia. O documento, datado de 9 de fevereiro de 1921, foi enviado a Friedlaender que o agradeceu. Na carta de agradecimento refere as negociações pendentes com o governo italiano visando a devolução do instituto vulcânico, que continuava sequestrado na sequência da Primeira Guerra Mundial. Em 1922 solicitou e obteve cidadania suíça na cidade de Zürich, tendo como apoiante Albert Heim.
Em conjunto com um grupo de geólogos alemães, entre os quais Karl Erich Andrée, Gustav Angenheister, Beno Gutenberg, Franz Kossmat, Gerhard Krumbach, Karl Mack, Ludger Mintrop, Peter Polis, August Heinrich Sieberg e Emil Wiechert, Immanuel Friedlaender foi um dos fundadores, em sessão realizada a 19 de setembro de 1922 em Leipzig, da Sociedade Sismológica Alemã (a Deutsche Seismologischen Gesellschaft), precursora da atual Sociedade Geofísica Alemã (a Deutsche Geophysikalische Gesellschaft).
No decorrer de 1924, a fundação privada Vulkan-Institut Immanuel Friedlaender, de Friedlaender, estabelecida em 1915, foi transformada numa fundação de direito federal suíço, com o mesmo nome, com sede em Zurique, e registada no registo comercial suíço em 1 de julho de 1925. Essa alteração deu, pelo menos temporariamente, maior segurança jurídica à propriedade do Instituto localizada em Nápoles, em solo italiano. O primeiro presidente da fundação foi o mineralogista Paul Niggli (1888–1953). O instituto teve múltiplos colaboradores, destacando-se entre eles o geólogo suíço Alfred Rittmann (1893–1980) que ali trabalhou de 1926 a 1934.
Em 1929 publicou em colaboração com Giovanni Battista Alfano uma obra intitulada Storia del Vesuvio illustrata dai documenti coevi (História do Vesúvio ilustrada por documentos coevos) que se mantém como uma das obras de referência em relação àquele vulcão.
Após mais de duas décadas de funcionamento, o instituto teve que ser encerrado em 1934 devido à perseguição desencadeada contra os judeus pelo regime fascista italiano, que atingiu Friedlaender pois, apesar de ser luterano, descendia de uma família judia. Obrigado a refugiar-se novamnete na Suíça, Friedlaender mandou entregar os instrumentos de medição ao observatório vulcanológico que havia sido fundado pelo padre Giovanni Battista Alfano no Seminário Arcebispal de Nápoles (Seminario Arcivescovile di Napoli), enquanto a biblioteca, as coleções de fotografias, gráficos e minerais foram doados ao ETH Zurich em 1935. Em 1936, Friedlaender também foi forçado a interromper a publicação da revista Zeitschrift für Vulkanologie.
Em 6 de agosto de 1935, sob pressão política do regime nacional-socialista, a Faculdade de Filosofia da Universidade de Bonn revogou o doutoramento honorário de Immanuel Friedlaender, alegando o seu comportamento antialemão de acordo com os relatórios do consulado alemão em Nápoles. Terminada a Segunda Guerra Mundial, em 1947 a Universidade de Bonn considerou ser um dever natural de honra revogar a revogação do doutoramento honorário, tendo Friedlaender assentido por mediação do petrógrafo Karl-Hermann Scheumann.
O Vulkaninstitut Immanuel Friedlaender é presentemente a Fundação Instituto Vulcanológico Immanuel Friedlaender (Stiftung Vulkaninstitut Immanuel Friedlaender), com sede na ETH Zürich. A sua colecção de fotografia (Photosammlung Immanuel Friedlaender), com mais de 8 900 fotos de formações vulcânicas, está nas coleções de história científica (a Wissenschaftshistorische Sammlungen) da biblioteca da ETH de Zurique.
A residência e instalações de instituto de Friedlaender em Nápoles, a "Villa Hertha", agora é usado como local de eventos e restaurante.

## Obras publicadas
Immanuel Friedlaender é autor de uma vasta obra, entre a qual se destaca:
- (em colaboração com Benedict Friedlaender), Absolute oder relative Bewegung?. Berlin: Leonhard Simion, 1896.
- Samoa Inseln: Sawaii, Upolu, Manono, Apolima. – Eisenach (Chr. Peip), 1910.
- Karten des Eruptionskegels des Vesuv und des Vesuvkraters, Napoli: Detken & Rocholl, 1913.
- (com Walther Bergt), Beiträge zur Kenntnis der Kapverdischen Inseln : die Ergebnisse einer Studienreise im Sommer 1912 von Immanuel Friedlaender. Berlin : Dietrich Reimer ; Ernst Vohsen, 1913.
- Subsídios para o conhecimento das Ilhas de Cabo Verde : resultados de uma viagem de estudo no Verão da 1912. Lisboa : Tipografia da Cooperativa Militar, 1914.
- Das Vulkan-Institut in Neapel und die Zeitschrift für Vulkanologie. – Zeitschrift für Vulkanologie, Band I: 1–3; Berlin (D. Reimer), 1914.
- Über die Kleinformen vulkanischer Produkte. – Zeitschrift für Vulkanologie, vol. I: 32, 1914.
- Über hydrostatisches Gleichgewicht bei Vulkanen. –Zeitschrift für Vulkanologie, vol. III, 1917.
- Untersuchungen vulkanischer Gase. – Zeitschrift für Vulkanologie, vol. VII, 1923.
- (com Richard August Sonder), Eine Studienreise nach den Vulkaninseln Griechenlands. – Zeitschrift für Vulkanologie, vol. VIII, 1924.
- Entwicklung der vulkanologischen Zeitschriften. – Zeitschrift für Vulkanologie, vol. IX, 1925.
- Über einige Vulkane Columbiens. – Zeitschrift für Vulkanologie, vol. X, 1927.
- (com Giovanni Battista Alfano) Die Geschichte des Vesuvs: illustriert nach gleichzeitigen Urkunden. Berlin (D. Reimer), 1929.
- Der Ätna-Ausbruch 1928. – Zeitschrift für Vulkanologie, vol. XII, 1933.
- Albert Heim. – Zeitschrift für Vulkanologie, vol. XVII, 1938.
- Capri. – Società Italiana Arti Grafice; Roma, 1938.
- Physics of the Earth I: Volcanology, Arthur L. Day, Immanuel Friedlaender, TA Jagger, Karl Sapper, Februar 1931, National Research Council Bulletin No. 77, 77 S.

## Links
- «Friedländer, Karl Gottfried Immanuel» na Enciclopédia Treccani.
- Nachlass im Hochschularchiv der ETH Zürich
- Bildnachlass im Bildarchiv der ETH-Bibliothek